# Super Mario All-Stars
Super Mario All-Stars — сборник видеоигр, выпущенный в 1993 году для приставки Super Nintendo Entertainment System (SNES). Содержит ремейки четырёх платформеров из серии Super Mario Bros., выпущенных для Nintendo Entertainment System и Famicom Disk System: Super Mario Bros. (1985), Super Mario Bros.: The Lost Levels (1986), Super Mario Bros. 2 (1988) и Super Mario Bros. 3 (1988). Как и в оригинальных версиях, игроки управляют итальянским водопроводчиком Марио и его братом Луиджи в тематических мирах, собирая бонусы, избегая препятствий и находя секреты. Ремейки содержат обновленную графику, включая добавление параллаксной прокрутки, перезаписанный саундтрек, а также изменённую физику. Кроме того, были исправлены программные ошибки.
Студия Nintendo Entertainment Analysis & Development начала разработку компиляции после релиза Super Mario Kart (1992) по предложению создателя Марио Сигэру Миямото. Команда решила переделать игры для новой 16-битной приставки Nintendo — SNES — которая не имела ограничений 8-ми битного предшественника. Обновленный дизайн базировался на движке Super Mario World (1990), при этом разработчики стремились сохранить дух оригинальных игр. Релиз Super Mario All-Stars состоялся в конце 1993 года. В 1994 году последовало её переиздание в комплекте с Super Mario World. Сборник стал первым релизом The Lost Levels за пределами Японии, игра не выпускалась для NES в западных странах, так как руководство Nintendo в то время сочло её слишком сложной.
Super Mario All-Stars получила высокие оценки и стала одной из самых продаваемых игр франшизы: к 2015 году её тираж превысил 10,55 миллионов копий. По мнению критиков, это одна из лучших игр для SNES: особо выделяли её обновленную графику и музыку, однако сетовали на отсутствие инноваций. All-Stars послужила основой для более поздних переизданий серии и была описана Famitsu как образец для подражания среди видеоигровых ремейков. Сборник дважды перевыпускался к юбилею Super Mario Bros.: в 2010 году в специальном наборе для Wii и в 2020 году для Nintendo Switch. К 2011 году тираж версии для Wii составил 2,24 миллиона копий, однако, несмотря на коммерческий успех, он получил смешанные отзывы от прессы. Его критиковали за отсутствие дополнительных игр и нововведений.

## Содержание
Super Mario All-Stars представляет собой сборник из четырех видеоигр — Super Mario Bros. (1985), Super Mario Bros.: The Lost Levels (1986), Super Mario Bros. 2 (1988) и Super Mario Bros. 3 (1988) — первоначально выпущенных для 8-битной консолей Nintendo Entertainment System (NES) и Family Computer Disk System. Помимо этого, в Super Mario Bros. 3 можно получить доступ к бонусной игре для двух игроков, основанной на аркаде Mario Bros. (1983). Игры представляют собой точные ремейки с первозданным дизайном уровней. Все четыре части — это двухмерные платформеры с видом сбоку, в которых игрок управляет итальянским водопроводчиком Марио и его братом Луиджи в фэнтезийных тематических мирах. Герои перемещаются по уровням, избегают (или устраняют) врагов и различные препятствия, находят спрятанные секреты (например, варп-зоны и вертикальные лианы) и собирают бонусы, такие как зелёный гриб (1-Up) и звезда неуязвимости.

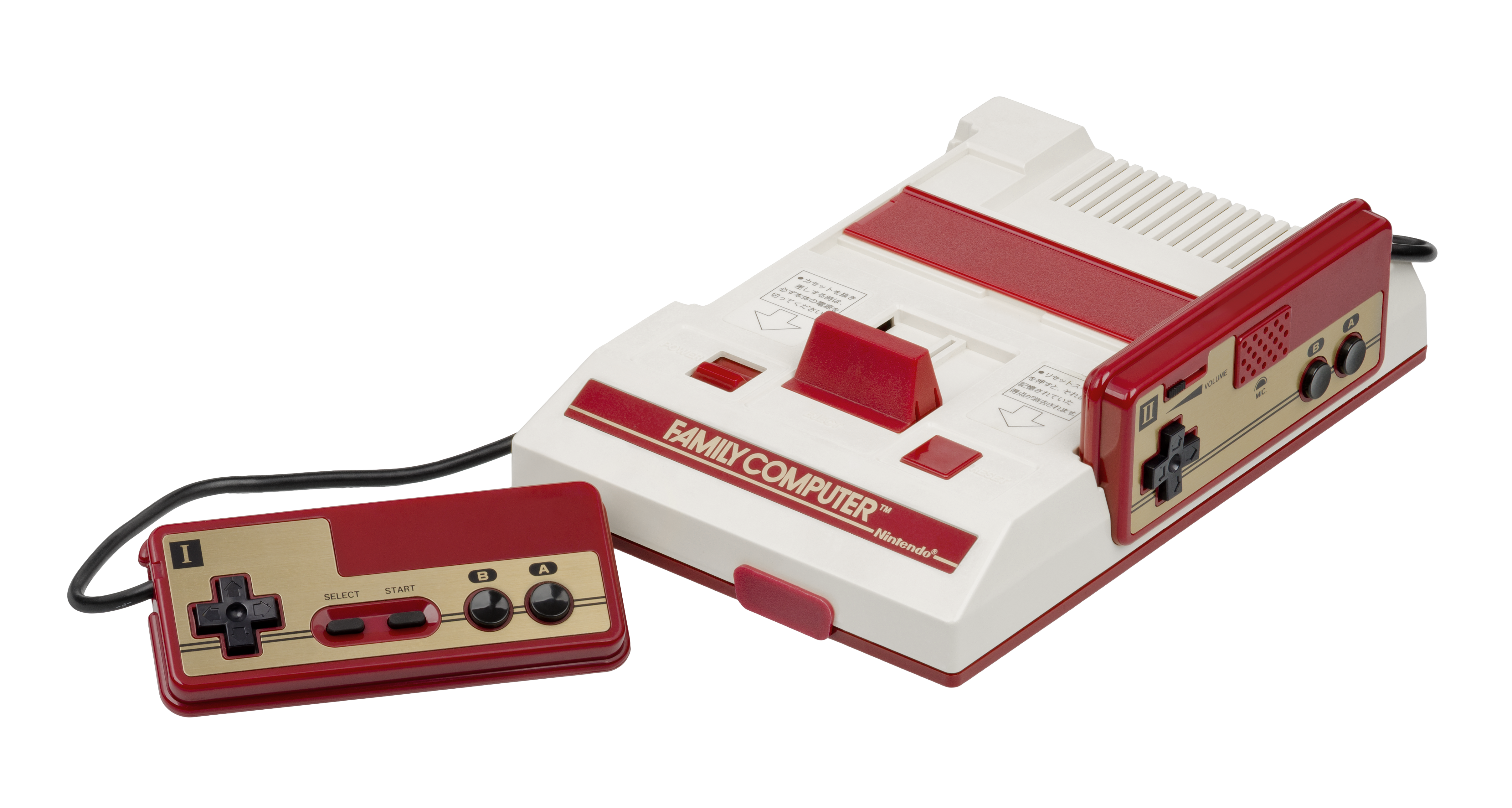
Оригиналы всех четырёх игр были выпущены на Nintendo Entertainment System

Super Mario Bros., The Lost Levels и Super Mario Bros. 3 имеют схожий нарратив (Марио/Луиджи должен спасти принцессу Пич от главного антагониста серии Боузера) и механику (игрок убивает врагов прыгая на них сверху либо кидая панцирем и разбивает кирпичные блоки по мере продвижения по уровню). В Super Mario Bros. 2 иная сюжетная линия и стиль игры: Марио, Луиджи, принцесса Пич и Тоад должны победить злого короля Варта (англ. King Wart), который заколдовал страну Грёз. В этой части во врагов можно бросать различные овощи. Игрок выбирает одного из четырёх персонажей во внутриигровом меню и может менять его в любой момент, нажав на кнопку паузы.
Оригинальные игры были обновлены с учетом преимуществ 16-битного оборудования Super Nintendo Entertainment System (SNES). Нововведения варьируются от обновлённых саундтреков до улучшенной графики и добавления параллаксной прокрутки. Была немного изменена физика и исправлены некоторые программные ошибки, такие как Minus World в Super Mario Bros.. Также был снижен уровень сложности в The Lost Levels: стало легче различить ядовитые грибы, которые могли убить игрока, было добавлено больше 1-up и контрольных точек. All-Stars включает возможность сохранять прогресс прохождения, чего нет в оригинальных версиях. Игрок может возобновить игру с начала любого ранее доступного мира или с любого ранее доступного уровня — в The Lost Levels. Каждая из игр имеет до четырёх отдельных файлов сохранения.

## Разработка

Сравнение версии Super Mario Bros. для NES (вверху) и версии Super Mario All-Stars (внизу). В последней сильнее проработан задний фон и добавлены новые элементы ландшафта (вроде растений)

Разработкой Super Mario All-Stars занималась студия Nintendo Entertainment Analysis & Development, бывшее подразделение японского издательства Nintendo. Проект носил рабочее название «Mario Extravaganza» поскольку, по словам президента Nintendo Сатору Иваты, «это был единственный игровой картридж, заполненный до краёв первым десятилетием богатой истории компании».
Подготовкой проекта занялись после выхода Super Mario Kart (1992). Следующая крупная игра про Марио, Yoshi’s Island (1995), всё ещё находилась в производстве, из-за чего в релизном графике Nintendo возникло окно. Создатель Марио Сигэру Миямото предложил поработать над сборником, содержащим все игры серии Super Mario Bros. По словам дизайнера и одного из руководителей проекта Тадаси Сугиямы, идея Миямото заключалась в том, предоставить игрокам возможность ознакомиться с The Lost Levels (1986). Эта игра была выпущена только на территории Японии (под названием Super Mario Bros. 2) так как руководство Nintendo посчитала её слишком сложной для геймеров из Северной Америки и вместо этого выпустила там её модифицированную версию Doki Doki Panic (1987). Таким образом, проект остался практически незамеченным. Вместо того, чтобы просто портировать игры, представители компании приняли решение полностью переделать их для своей новой видеоприставки.
Одной из первых задач, которую поставили перед разработчиками, было обновление и переработка графики под SNES. Более мощное оборудование приставки позволило использовать в игре больше цветов. Дизайнер Наоки Мори вспоминал, что был напуган, когда ему поручили обновить флагманскую серию Nintendo, так как он работал в компании всего третий год. Художественное оформление базировалось на дизайне первой части франшизы выпущенной для SNES — Super Mario World (1990). Вокруг силуэта Марио был добавлен чёрный контур, чтобы персонаж выделялся на цветастом фоне. В свою очередь, изначально тёмные уровни, такие как замки и бонусные зоны в Super Mario Bros., были дополнены новыми деталями, например, портретами Боузера и Марио. Команда стремилась сохранить дух оригинальных игр, оставив без изменений дизайн уровней, а также паттерн и динамику передвижения Марио. Чтобы лучше передать игровой процесс 8-битных версий, они также не стали добавлять новые анимации или движения.
Изменения делались вручную. Сугияма запускал оригинальные версии игр Super Mario Bros., пока работал над ремейками, чтобы иметь возможность сравнивать их бок о бок. В качестве консультантов были привлечены разработчики первоначальных версий. Команда сохранила глитчи, которые посчитала полезными, такие как способ генерировать бесконечные жизни в первой части Super Mario Bros., однако ограничила их общее количество. По словам Сугиямы, разработчики исправили ошибки в коде, которые, по их мнению, препятствовали прогрессу игроков, хотя из-за этого возникли небольшие различия в элементах управления. Чтобы сделать игры проще, команда увеличила количество жизней, которые предоставлялись игроку в начале прохождения. Они также добавили опцию сохранения, которая стала возможной благодаря новым видам картриджей с резервной батареей. В The Lost Levels была включена функция сохранения игрового прогресса после каждого уровня, чтобы уменьшить ее сложность. В отличие от других ремейков, Мори не участвовал в отладке этой игры, так как считал её слишком сложной.

## Выпуск

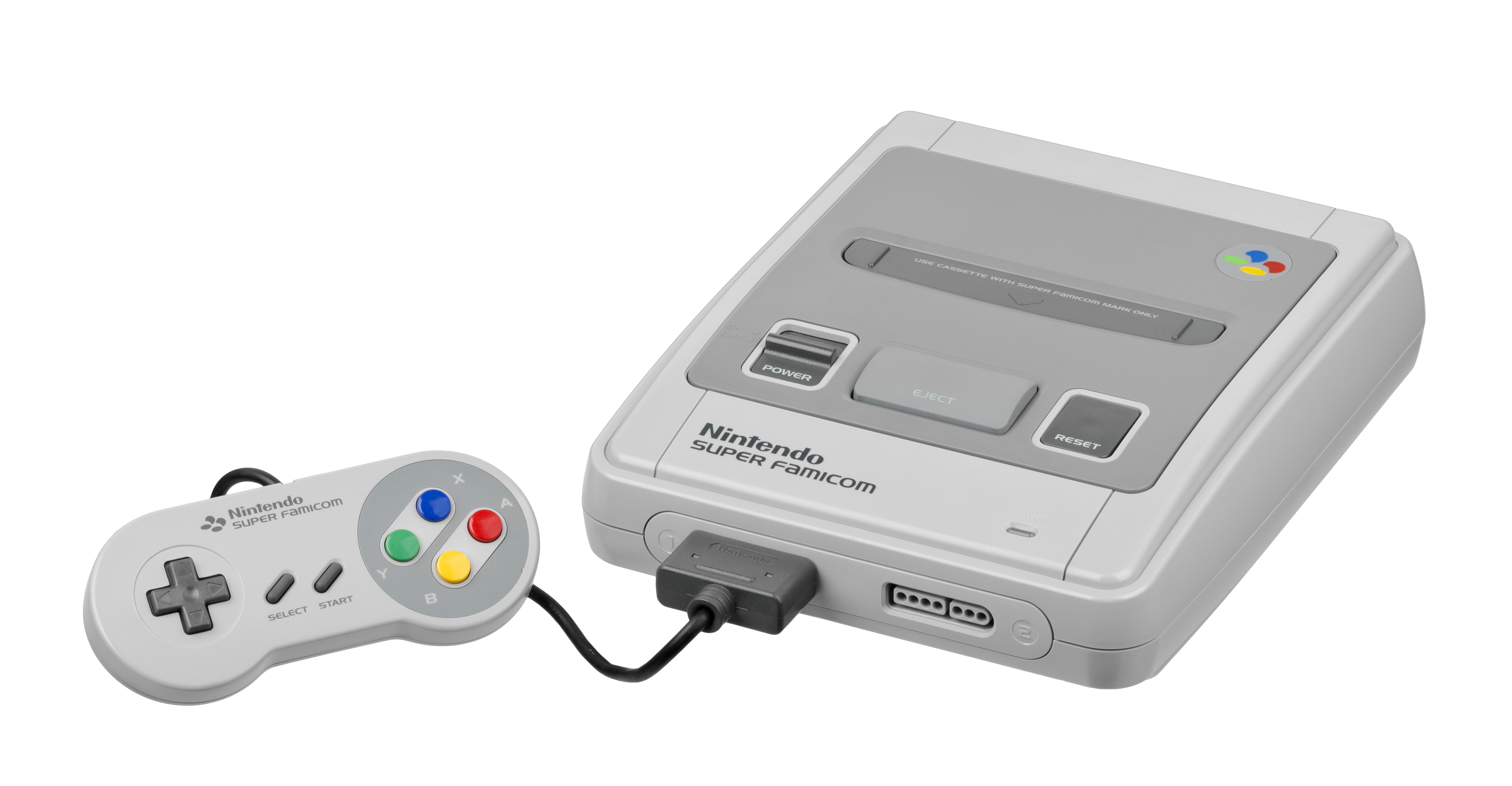
Super Mario All-Stars стала одной из самых продаваемых игр для приставки Super Nintendo

Первоначально сборник был выпущен в Японии (под названием Super Mario Collection) — 14 июля 1993 года, релиз в Северной Америке состоялся чуть позже — 11 августа, а до Европы игра добралась лишь в канун Рождества — 16 декабря. Super Mario All Stars стал первым релизом, благодаря которому с The Lost Levels смогла ознакомиться западная публика. В сентябре и октябре 1993 года журнал Nintendo Power проводил конкурс, в котором игроки, достигшие определенной области в The Lost Levels, получали термотрансферную нашивку с изображением Марио. Некоторые приставки комплектовались сборником по умолчанию, отчасти благодаря этому он стал одной из самых продаваемых игр в серии Super Mario. К 2015 году было продано 10,55 миллионов его копий, в том числе 2,12 миллиона копий в Японии. В сентябре 1993 года Super Mario All Stars стала самой продаваемой видеоигрой в Соединенном Королевстве.
Nintendo переиздала Super Mario All-Stars в декабре 1994 года в виде компиляции Super Mario All-Stars + Super Mario World. Дополнительная игра — Super Mario World — была во многом идентична оригиналу, однако в ней были обновлены спрайты Луиджи, чтобы он выглядел как индивидуальный персонаж, а не просто двойник Марио с изменённой палитрой. Super Mario Collection также можно было скачать через Satellaview — специальное устройство для SNES (выпущенное только на территории Японии), позволяющее получать игры через спутниковое радио.
В 2010 году, к 25-летию серии Super Mario Bros., Nintendo выпустила Super Mario All-Stars 25th Anniversary Edition (специальный набор с Super Mario Collection в комплекте) для Wii — 21 октября в Японии, 3 декабря в Европе и 12 декабря в Северной Америке. Версия 25th Anniversary Edition поставлялась в специальной подарочной упаковке, содержащей оригинальный образ ПЗУ Super Mario All-Stars на диске для Wii, 32-страничный проспект «Super Mario History», содержащий концепт-арты и интервью с разработчиками, а также компакт-диск с саундтреком, включающий звуковые эффекты и 10 композиций из большинства игр серии, вплоть до Super Mario Galaxy 2 (2010). К марту 2011 года было продано 2,24 миллиона копий этой версии — 920 тысяч в Японии и 1,32 миллиона за рубежом. В 2020 году сборник был переиздан для приставки Nintendo Switch (к 35-летию франшизы), а также включён в библиотеку онлайн-сервиса Nintendo Switch Online, содержащего классические игры компании.

## Оценки
| Сводный рейтинг        | Сводный рейтинг     |
| Агрегатор              | Оценка              |
| ---------------------- | ------------------- |
| GameRankings           | 90 %                |
| Иноязычные издания     |                     |
| Издание                | Оценка              |
| CVG                    | 94 %                |
| Edge                   | 8/10                |
| EGM                    | 9,25/10             |
| Famitsu                | 32/40               |
| GamePro                | 5/5                 |
| Nintendo Power         | 8,15/10             |
| ONM                    | 95/100              |
| SNES Force             | 92 %                |
| Награды                |                     |
| Издание                | Награда             |
| Golden Joystick Awards | Игра года (консоли) |

Сборник получил преимущественно положительные оценки от игровых журналистов. Они назвали All-Stars обязательной приобретением для владельцев SNES, которое способно увлечь игроков на часы, если не на дни. Редакция Nintendo Magazine System (NMS) предположила, что сборник сумеет поддерживать интерес игрока в течение года. Обозреватель журнала Computer and Video Games (CVG) сравнивал All-Stars с режиссёрской версией франшизы Mario, фактически предлагая те же игры, но с улучшенной графикой и звуком, а также знакомя новых игроков с малоизвестной часть серии — The Lost Levels. Публицист из игрового издания Electronic Gaming Monthly (EGM) признался, что был ошеломлён представленными улучшениями, назвав сборник «шедевром от начала до конца».
Критики высоко оценили проделанную работу по улучшению игр и их адаптации под «начинку» SNES. В ретроспективном обзоре AllGame обновлённая версия Super Mario World была названа «абсолютной вершиной жанра двухмерного платформера». Редакция отметила, что игровой процесс в ремейках остался почти идентичным и игры сохранили свои основные качества, сделавшие с своё время их столь великими. Публицист из EGM оценил то, что присутствующие в игре многочисленные секреты остались в первозданном виде. Представитель Nintendo Power заметил, что игры стали лучше со временем, а корреспонденты EGM и CVG предложили забыть про оригинальные игры для NES в пользу ремейков. Один из обозревателей журнала NMS предпочёл всем фигурирующим ремейкам Super Mario World, ругая остальные игры за проблемы с менее интуитивным управлением и местами слишком примитивную графику, тем не менее подытожив, что All-Stars стоит своих денег.
Обозреватели выделяли ряд улучшений, добавленных в ремейки. Редактор Nintendo Power оценил функцию сохранения, заметив, что она предоставила возможность пройти игры до конца тем, кто не смог это сделать в оригиналах. Обозреватели хвалили обновлённую графику. Публицист из NMS был впечатлён улучшенной детализацией в ремейках, отметив, что уже ради этого сборник стоит купить, а рецензент AllGame назвал графику яркой и более мультяшной. В свою очередь представитель CVG посетовал, что задние фоны можно было бы сделать более детализованными, хотя рецензент из GamePro, наоборот, остался доволен детализацией фонов. Журналисты также высоко оценили улучшенный звук. Редакция EGM заметила, что музыкальное сопровождение усиливает впечатление от прохождения, критик GamePro отдельно похвалил звуковые эффекты баса и эхо. В ретроперспективном обзоре редакция Famitsu назвала All-Stars образцом для будущих ремейков.
Основная критика пришлась на недостаток нововведений. Помимо перехода на 16-ти битную графику, добавления функции сохранения и включения в сборник The Lost Levels (с прицелом на американских игроков) ремейки не предлагали чего-то нового, на что посетовала редакция Nintendo Power. Схожее мнение высказал представитель CVG. Обозреватель журнала Edge заметил, что косметически улучшенные 8-ми битные игры не могут служить образцами для современных игр. Пресса не смогла прийти к единому мнению относительно того, какая игра в сборнике была лучшей. Представитель журнала EGM выделял Super Mario Bros. 2, в свою очередь рецензент Nintendo Power назвал таковой The Lost Levels, между тем обозреватели NMS, CVG и Edge ругали The Lost Levels за излишнею сложность, а представитель Nintendo Magazine System рассматривал эту часть серии лишь как занятный бонус, не более. Обозреватель журнала Edge заметил, что All-Stars стоило покупать прежде всего ради Super Mario Bros. и Super Mario Bros. 3, но не как ни ради Super Mario Bros. 2. Вторая часть, по его мнению, страдает от плохого дизайна уровней, и игре не хватает плавности.

### 25th Anniversary Edition
| Сводный рейтинг       | Сводный рейтинг |
| Агрегатор             | Оценка          |
| --------------------- | --------------- |
| GameRankings          | 72,63 %         |
| Metacritic            | 70/100          |
| Иноязычные издания    |                 |
| Издание               | Оценка          |
| G4                    | [ 51 ]          |
| GamesRadar+           | [ 52 ]          |
| IGN                   | 7/10            |
| Nintendo Life         | [ 32 ]          |
| Nintendo World Report | 6/10            |
| ONM                   | 90 %            |
| The Guardian          | [ 56 ]          |

По данным агрегатора Metacritic, обновлённое издание получило в целом сдержанные отзывы. Критики выразили недовольство фактически полным отсутствием каких либо улучшений и нововведений с учётом гораздо более высоких характеристик приставки Wii, а также тем, что Nintendo не добавила в этот сборник дополнительные классические игры. Редакция The Guardian сравнила обновлённую компиляцию с ремейком игры GoldenEye 007 (изначально выпущенной на Nintendo 64) отметив, что в последней была обновлена графика, появились дополнительные уровни, а в 25th Anniversary Edition ничего подобного нет, это тот же сборник, что и в 1993 году. Обозреватель The A.V. Club заявил, что он потерпел неудачу «на всех мыслимых уровнях и даже нескольких немыслимых».
Критики уделили особое внимание проспекту, который шёл в комплекте с физической копией игры. Редакторы Nintendo Life и The A.V. Club раскритиковали его за низкое качество, хотя представитель Nintendo Life признался, что был заинтригован. Критики указали на бессмысленность и расплывчатость комментариев разработчиков (которые подавались в виде цитат в одно предложение). Рецензент The A.V. Club отдельно раскритиковал отсутствие английского перевода в предоставленных описаниях дизайна уровней, которые к тому же были «замусорены» картинками и схемами. Редакция IGN заметила, что содержание буклета не сумело донести тезис о важности игр серии Mario, в нём даже отсутствовало описание некоторых игр, например, Yoshi's Island или версий для карманной консоли Game Boy. Другие критики оценили буклет. Редакция GamesRadar+ подытожила свою статью выводом, что фанаты Mario готовы платить 30 долларов только чтобы увидеть ранние наброски Миямото.
Видеоигровая пресса также осталась недовольна представленным диском в саундтреком, называя его содержимое упущенной возможностью. Обозреватели были разочарованны, что он включал лишь 10 композиций, половина из которых представляла собой подборку звуковых эффектов. Редакция Nintendo Life была возмущена общей продолжительностью саундтрека, заметив, что компакт-диск может вмещать в себя до 74 минут аудио, а материал 25th Anniversary Edition не дотягивал даже до половины от этой длинны. Аналогичным образом критик из IGN назвал недостаточным наличие 10 всего треков, заметив, что диск содержал лишь одну композицию из игры Super Mario Galaxy (2007) из 20 возможных. Тем не менее представитель The Guardian сделал вывод, что музыкальный диск определённо порадует верных поклонников Mario, а рецензент GamesRadar+ упомянул, что Nintendo крайне редко выпускает подобные релизы за пределами Японии. Автор статьи подытожил, что наличие саундтрека повышает важность нового сборника в целом. Как минимум потому, что знаменует собой первый официальный релиз легендарного трека «Ground Theme» из первой Super Mario Bros..
Представитель Nintendo Life заметил, что для Nintendo не стоило особых усилий добавить в компиляцию больше игрового материала, интервью и прочей инсайдерской информации. Несмотря на общее разочарование, обозреватели упомянули превосходное качество самих видеоигр. Xотя некоторые предпочли оригинальные версии для NES, большинство критиков сошлось во мнении, что улучшенная 16-ти битная графика и функция сохранения определённо делают ремейки лучше. Некоторые критики посоветовали вместо покупки сборника приобретать эти игры по отдельности через цифровую платформу Virtual Console, так как получалось дешевле. Редакция Nintendo World Report подытожила, что практическая ценность сборника заключается в том, «захотите ли вы в очередной раз отдавать деньги за классические игры серии Mario».

## Влияние
В 1997 году редакция журнала EGM отметила Super Mario Bros., Super Mario Bros. 2 и Super Mario Bros. 3 в списке величайших платформеров всех времён. В рейтинге отдельно упоминалось, что речь шла именно о SNES-версиях из Super Mario All-Stars. Редакция подчеркнула, что не включает в подобные рейтинги сборники «иначе, он определённо стоял бы на первом месте» . В 1996 году журнал GamesMaster присудил компиляции 3-е место среди 10 главных SNES-игр. В 1995 году All-Stars возглавил подборку «100 лучших игр для SNES» по версии журнала Total!, чей представитель подытожил: «пожалуй это лучший картридж, когда либо выпущенный для этой приставки». В 2018 году обозреватель издания Complex поместил сборник на 10-ю строчку среди «100 лучших игр для SNES». В 2019 году Super Mario All-Stars занял 14-е место среди 15-ти лучших игр для этой консоли, по мнению журнала Esquire. В свою очередь редакция IGN поставила его на 20-ю строчку из 100.
Игры Super Mario Advance (2001) и Super Mario Advance 4: Super Mario Bros. 3 (2003), ремейки Super Mario Bros. 2 и 3 для Game Boy Advance были созданы на основе ремейков из All-Stars, в том числе это касается обновлённой графики и звука. В 2020 году, в честь 35-тилетия франшизы, был выпущен сборник Super Mario 3D All-Stars для Nintendo Switch, включающий первые три трёхмерные игры серии Mario. Изначально этот сборник должен был называться Super Mario All-Stars 2.